# 黑點鸚鰕虎
黑點鸚鰕虎（学名：Exyrias belissimus），又名
黑點鸚歌鯊，为鰕虎科鸚鰕虎屬下的一个种。

## 外部連結
- 維基物種上的相關：黑點鸚歌鯊